# (6280) Sicardy
(6280) Sicardy es un asteroide perteneciente al cinturón de asteroides, región del sistema solar que se encuentra entre las órbitas de Marte y Júpiter, descubierto el 2 de septiembre de 1980 por Edward Bowell desde la Estación Anderson Mesa (condado de Coconino, cerca de Flagstaff, Arizona, Estados Unidos).

## Designación y nombre
Designado provisionalmente como 1980 RJ. Fue nombrado Sicardy en homenaje a Bruno Sicardy, profesor de astronomía en la Universidad Paris VI. Sus investigaciones se centran en la dinámica del sistema solar. Utilizando enfoques tanto teóricos como numéricos, ha estudiado el mecanismo de confinamiento de los satélites pastores en arcos y anillos planetarios. También participó en la observación de los planetas gigantes utilizando diversas técnicas para buscar nuevos satélites, analizar los sistemas de anillos y determinar los perfiles de temperatura atmosférica.

## Características orbitales
Sicardy está situado a una distancia media del Sol de 2,222 ua, pudiendo alejarse hasta 2,542 ua y acercarse hasta 1,902 ua. Su excentricidad es 0,144 y la inclinación orbital 6,554 grados. Emplea 1210,25 días en completar una órbita alrededor del Sol.

## Características físicas
La magnitud absoluta de Sicardy es 13,5. Tiene 4,27 km de diámetro y su albedo se estima en 0,435. 